# Hermann Schmeidler
Johann Carl Hermann Schmeidler (* 28. August 1807 in Breslau, Provinz Schlesien, Königreich Preußen; † 16. August 1867) war ein lutherischer Prediger und Kirchenhistoriker in Breslau.

## Leben und Wirken
Hermann Schmeidler war ein Sohn des Breslauer Malers Carl Gottlob Schmeidler und dessen Frau Rosina Eleonora Henriette geborene Müller.
Er studierte evangelische Theologie in Breslau, unter anderem bei Professor Ludwig Wachler.
1838 war er Diakon (3. Geistlicher) an der St. Maria Magdalenen-Kirche. 1843 gab es eine Disziplinar-Untersuchung gegen ihn wegen einer Beleidigung eines Drechslermeisters.
1852 war er Senior an St. Bernhardin, 1853 Archidiakon (2. Geistlicher)  und 1857 Pastor, außerdem Propst zum Heiligen Geiste, (wahrscheinlich des Hospitals).
Johann Carl Hermann Schmeidler war mit Adelheid Weiss verheiratet. Sie hatten  mehrere Kinder, darunter
- Johannes Schmeidler (1841–1902), Diakon in Schweidnitz, 1877–1902 Prediger an der Jerusalemskirche in Berlin, engagierte sich  gegen Antisemitismus
  - dessen Sohn Werner Schmeidler (1890–1969), Mathematiker
- Victor Schmeidler, Sanitätsrat
  - dessen Sohn Herbert Schmeidler (1889–1955), Jurist

## Publikationen (Auswahl)
Johann Carl Hermann Schmeidler veröffentlichte drei Darstellungen zur Geschichte von Kirchen in Breslau sowie einige weitere Schriften.
- Der Untergang des Reiches Juda, Aderholz, Breslau 1831 Digitalisat
- Urkundliche Beiträge zur Geschichte der Haupt-Pfarrkirche St. Maria Magdalena zu Breßlau vor der Reformation. Denkschrift zur funfzigjährigen Amts-Jubelfeier des Herrn Johann Wilhelm Fischer, Königlichen Konsistorial-Raths ... am 7ten März 1838, Graß, Barth, 1838 Digitalisat

- Ich glaube, also rede ich! Predigt zur 300 jährigen Gedächtnisfeier des (...) Dr. Johann Heß (...), 1847[5]

- Rede des Herrn Diaconus Schmeidler zur Feier des 18. März 1849, gehalten auf dem Exercierplatze in Breslau. Mit den dabei gesungenen Liedern und einer  kurzen Beschreibung der Feierlichkeit des Tages ..,  G. Fritz, Breslau 1849

- Wo ist Christus nicht?,  Leuckart, Breslau, 1845, mit Heinrich Rudolf Dietrich
- Die Schicksale der evangelischen Kirche in Schlesien. Eine Ansprache zur Feier des Reformationsfestes, Breslau 1852 Digitalisat
- Urkundliche Geschichte der evangelischen Haupt- und Pfarrkirche zu St. Bernhardin in Breslau, von der ersten Gründung derselben bis auf die heutige Zeit. Denkschrift zur 400jährigen Jubelfeier dieser Kirche, Methner, Breslau, 1853 Digitalisat
- Die evangelische Haupt- und Pfarr-Kirche zu St. Elisabet Denkschrift zur Feier ihres 600jährigen Bestehens, Max, Breslau, 1857 Digitalisat
- Dass es in heutiger Zeit mehr denn jemals Noth thue, uns der erhabenen Zwecke des Christenthums deutlich bewusst zu sein, 1845
- Christenthum und Wissenschaft. Eine Taufrede, Breslau, 1865 Digitalisat

- Der Glaube an die göttliche Vorsehung ein Gang durch die Bibel. Vortrag, gehalten im Berliner Unions-Verein,  A. Haack, Berlin 1886